# Anaspis subsulcata
Anaspis subsulcata là một loài bọ cánh cứng trong họ Scraptiidae. Loài này được Motschulsky miêu tả khoa học năm 1845.